# 布拉德鎮區 (明尼蘇達州沃迪納縣)
布拉德鎮區（英語：Bullard Township）是位於美國明尼蘇達州沃迪納縣的一個行政鎮區。

## 地方資料
布拉德鎮區的面積為80.30平方千米，當中陸地面積為78.81平方千米，而水域面積為1.48平方千米。根據2020年美國人口普查的數據，當地共有人口190人，而人口密度為每平方千米2.37人。